# Смадовица (Мехединци)
Смадовица (рум. Smadovița) насеље је у Румунији у округу Мехединци у општини Баклеш. Oпштина се налази на надморској висини од 245 m.

## Становништво
Према подацима из 2002. године у насељу је живело 732 становника, од којих су сви румунске националности.